# 相原志保
相原 志保（あいはら しほ、1966年2月6日 - ）は、鹿児島県生まれの日本の実業家でNPO法人ニューホライズンプロジェクト理事長。鹿児島女子短期大学卒業。虐待児童の社会復帰を支援すると同時に、シングルマザーなど社会的に弱い立場にある女性の救済を目的とした「NPO法人ニューホライズンプロジェクト」を設立し活動を行なっている。

## 略歴
イー・トゥー・キャピタル株式会社 代表取締役に就任（2002年）。その後、同社不動産事業部ゼネラルマネージャー（2003年）、現ライフリビング株式会社取締役（2003年）などを務めた後、同社 代表取締役社長(名古屋を本社とする建設会社)を務め、文化放送ブレーン 代表取締役社長（2005年）となる。株式会社ゼファー 社外取締役（2006年）に就任した後、現ライフリビング株式会社取締役（2007年）となり、その後、同社 代表取締役（2008年）となる。株式会社マリモベンチャーズ代表取締役。            
虐待児童へのサポートする社会貢献として、2014年に銀座ブティックで行われた、嵐山学園（虐待等で心に傷を負った子供達が暮らす施設）をサポートするためのチャリティイベントを Lladró と共催している。 また、NPO法人ニューホライズンプロジェクト
理事長(2015年より)として活動。また、サクセスユニバース・ジャパン株式会社（2018年）でも仕事を行なっている。
2020年新型コロナウイルスの影響で、健康の大事を考えさせられたことから、「羊」を中心としたライフスタイルの提供を国内外で広めていく為、やればできるこ JAPAN 株式会社(現：ハッシュタグホールディングス株式会社)を設立し、代表取締役会長兼CEOとして活動。それと同時に、地域活性化やインバウンド、アウトバウンドにフォーカスした、地方創生・地域活性化事業に従事。また、2022年には、公益社団法人経済同友会の私の思い出写真館にて「いつまでも初心を忘れずに」というコラムも掲載されている。